# II-27
De II-27 is een nationale weg van de tweede klasse in Bulgarije. De weg loopt van Novi Pazar via Dobritsj naar Baltsjik. De II-27 is 109 kilometer lang.